# Eric Lerner
Eric J. Lerner, född den 31 maj 1947 i Brookline, Massachusetts, är en flitig amerikansk populärvetenskaplig författare och oberoende forskare i plasmafysik, Han fungerar därtill som president för Lawrenceville Plasma Physics, Inc. Han är mest känd för sin bok från1991 "The Big Bang Never Happened", vilken förespråkar Hannes Alfvéns alternativ till den dominerande Big Bang teorin, Klein-Alfvéns kosmologi.
Lerner var en av de ursprungliga 34 signatärerna av det öppna brevet från företrädare för alternativ till Big Bang-studier, som publicerades i New Scientist den 22 maj 2004. Därefter har flera hundra ytterligare underskrifter tillkommit.